# Фронима
Фронима (др.-греч. Φρονίμη; VII век до н. э.) — мать основателя династии Баттиадов Батта I.

## Биография
История Фронимы передана Геродотом. Она была дочерью Этеарха, царя критского города Оакс. После смерти матери Фронимы Этеарх женился вновь — «ради дочери». Однако мачеха сразу невзлюбила падчерицу и в итоге объявила о её распутстве, чему поверил и отец. Царь заставил посетившего дворец в качестве гостя торговца из Феры Фемисона принести клятву исполнить любую услугу. После этого Этеарх повелел ему выбросить Фрониму с корабля в море. Возмущённый обманом купец решил исполнить своё обещение таким образом, чтобы не причинить девушке никакого вреда. Он связал её верёвками и сбросил в волны, а затем вытащил обратно на борт.
На Фере аристократ по имени Полимнест взял Фрониму в свой дом в качестве наложницы. У них родился «заикающийся и шепелявящий мальчик», будущий основатель династии царей Кирены Батт I.